# Специјални резерват природе Багремара
Специјални резерват природе Багремара је резерват природе који се налази на подручју општине Бачка Паланка. Захвата површину од 117,58 хектара и под заштитом је државе од 2007. године, као природно добро од изузетног значаја. Укупна зона заштите око резервата је 271,16 хектара.

## Одлике
Резерват Багремара издвојен је као заштићен простор због изузетно значајног станишта биљке из породице љутића (Ranunculaceae) која се зове кукурјак (Eranthis hiemalis (L.) Salisb). Кукурјак је вишегодишња ранопролећна врста и сматра се веома угроженом, будући да је ово једино њено станиште на територији Републике Србије. Око станишта је уређена тзв. „едукативна стаза“ којом се може проћи кроз резерват.

## Заштита
У резервату је установљена првостепена заштита на простору од 34 кхектара где се забрањује сваки вид делатности, осим научно-истраживачке. У зони II заштите регулисана су ограничења у погледу коришћења природних ресурса. Циљ заштите овог добра је очување шумског комплекса и станишта љутића, ревитализација екосистема, заштита од спољашњих фактора и загађења, унапређење животне средине и мониторинг врста.